# Tamara Talbot Rice
Tamara Talbot Rice (19 de junio de 1904 – 24 de septiembre de 1993) fue una historiadora del arte rusa y luego inglesa, especializada en arte ruso, pero también escribió sobre arte bizantino y centroasiático.

## Biografía
Nacida como Elena Abelson, hija de Louisa Elizabeth (Lifa) Vilenkin e Israel Boris Abelevich Abelson, este último fue empresario y miembro de la administración financiera del zar. León Tolstói fue su padrino. Elena vivió una infancia privilegiada en San Petersburgo, asistiendo inicialmente a la Escuela de Niñas de Tagantzeva. La revolución rusa de 1917 llevó a su familia a mudarse a Inglaterra y ella completó su educación, primero en Cheltenham Ladies' College y luego en St Hugh's College, Oxford.
En 1927 se casó con el historiador del arte inglés David Talbot Rice, y pasó mucho tiempo con él en el extranjero en excavaciones arqueológicas; ambos publicaron bajo el apellido Talbot Rice, pero a menudo se les conoce como «Talbot-Rice» o «Rice». Era amiga cercana de Evelyn Waugh y miembro del «Brideshead Revisited Circle».
Murió en 1993 y fue enterrada junto a su marido en el cementerio de la Iglesia de San Andrés de Coln Rogers.

## Publicaciones seleccionadas
- Icons, Londres: Batchworth Press, 1959 (edición revisada 1960).
- A Concise History of Russian Art, colección «The World of Art Library». Londres: Thames and Hudson, 1963.
- Ancient Arts of Central Asia, colección «The World of Art Library». Londres: Thames and Hudson, 1965.
- Elizabeth, Empress of Russia, Londres: Weidenfeld & Nicolson, 1970.